# 계속범
계속범이란 범죄 구성요건의 내용인 행위의 위법 상태가 어느 정도의 시간적 계속을 필요로 하는 범죄를 지칭하는 형법의 개념이다. 위법상태가 어느 시간 동안 계속돼야 기수가 되므로 위법상태가 단순히 일시적인 경우에는 미수가 된다. 체포감금죄, 주거침입죄 등이 계속범의 대표적인 예이다.

## 판례
- 아동ㆍ청소년의 성보호에 관한 법률 제11조 제5항에서 정한 성착취물소지죄는 아동ㆍ청소년성착취물임을 알면서 소지를 개시한 때부터 지배관계가 종료한 때까지 하나의 죄로 평가되는 이른바 계속범이다.[1]
- 범인도피죄는 범인을 도피하게 함으로써 기수에 이르지만, 범인도피행위가 계속되는 동안에는 범죄행위도 계속되고 행위가 끝날 때 비로소 범죄행위가 종료된다.[2]
- 일반교통방해죄에서 교통방해행위는 계속범의 성질을 가지는 것이어서 교통방해를 유발한 집회에서 다른 참가자들에 의해 이미 교통의 흐름이 차단된 상태였다고 하더라도 교통방해를 유발한 다른 참가자들과 암묵적ㆍ순차적으로 공모하여 교통방해의 위법상태를 지속시켰다고 평가할 수 있다면 일반교통방해죄가 성립한다.[3]
- 직무유기죄는 그 직무를 수행하여야 하는 작위의무의 존재와 그에 대한 위반을 전제로 하고 있는바, 그 작위의무를 수행하지 아니함으로써 구성요건에 해당하는 사실이 있었고 그 후에도 계속하여 그 작위의무를 수행하지 아니하는 위법한 부작위상태가 계속되는 한 가벌적 위법상태는 계속 존재하고 있다고 할 것이며 형법 제122조 후단은 이를 전체적으로 보아 1죄로 처벌하는 취지로 해석되므로 이를 즉시범이라고 할 수 없다[4]
- 아동 • 청소년의 성보호에 관한 법률 제11조 제5항에서 정한 소지란 아동 • 청소년성착취 물을 자기가 지배할 수 있는 상태에 두고 지배관계를 지속시키는 행위를 말하므로, 청소년성보호법 위반(성착취물소지)죄는 아동 • 청소년성착취물임을 알면서 소지를 개시한 때부터 지배관계가 종료 한 때까지 하나의 죄로 평가되는 이른바 계속범이다. 원칙적으로 계속범에 대해서는 실행행위가 종료 되는 시점의 법률이 적용된다[5]

## 같이 보기
- 즉시범
- 상태범

## 참고 문헌
- 손동권, 『체계적 형법연습』, 율곡출판사, 2005. (ISBN 8985177915)

1. ↑  대법원 2023. 3. 16. 선고 2022도15319
2. ↑  대법원 1995. 9. 5. 선고 95도577
3. ↑  대법원 2018. 2. 28. 선고 2017도16846
4. ↑  대법원 1997. 8. 29. 선고 97도675
5. ↑  대판 2023.3.16, 2022도15319